# Morten Hansen (politiker)
 For alternative betydninger, se Morten Hansen. (Se også artikler, som begynder med Morten Hansen)
Morten Hansen (født 1. januar 1821 i Herringsløse ved Roskilde, død 2. september 1901) var en dansk gårdmand og politiker.
Hansen var søn af gårdejer og sognefoged Hans Mortensen. Han købte i en gård Hove i Smørum Sogn i 1851 og var medlem af sogneforstanderskabet 1854-1867 og af skolekommissionen 1868-1873.
I vintrene 1850-1852 holdt han sammen folketingsmand Niels Andersen, Smørum aftenskole for unge i Smørum Sogn.
Han stillede op til folketingsvalget 1852 i København Amts 3. valgkreds (Roskildekredsen), men tabte til gårdmand Hans Nielsen. Han blev valgt i kredsen ved valget 26. februar 1853, og blev genvalgt ved valgene i maj 1853 og 1854. Ved valget i 1855 tabte han igen til Hans Nielsen. Senere blev førnævnte Niels Andersen valgt i Roskildekredsen, og Morten Hansen stillede ikke op igen før til suppleringsvalget som blev afholdt i januar 1868 efter Andersens død, men tabte her til grosserer A. Hage.